# Vệ Hoài công
Vệ Hoài công (chữ Hán: 衞懷公; trị vì: 425 TCN-415 TCN), tên thật là Cơ Đản (姬亹), là vị vua thứ 36 của nước Vệ – chư hầu nhà Chu trong lịch sử Trung Quốc.
Ông là con của Vệ Chiêu công - vua thứ 35 nước Vệ. Năm 426 TCN, công tử Đản giết Vệ Chiêu công để cướp ngôi, tức là Vệ Hoài công.
Vệ Kính công có người con nhỏ là Cơ Thích, Cơ Thích sinh ra công tử Đồi. Năm 415 TCN, Cơ Đồi nổi loạn giết Vệ Hoài công rồi tự lập lên ngôi, tức Vệ Thận công.
Vệ Hoài công ở ngôi 11 năm.